# Одержимість (фільм, 1943)
«Одержимість» (італ. Ossessione) — дебютний кінофільм режисера Лукіно Вісконті (1943) з Массімо Джіротті і Кларою Каламаї у головних ролях. Це перша кінострічка, витримана в естетиці італійського неореалізму і, відповідно, один з наріжних каменів в історії італійського кінематографу. Деякі поціновувачі, включаючи Алена Рене, вважають «Одержимість» найкращим фільмом Вісконті. Філліп Лопате назвав його найкращим кінодебютом в історії кіно.
У основу сюжету покладено ґрунтовно перероблений сценаристами кримінально-еротичний роман Дж. Кейна «Листоноша дзвонить двічі» (1934). Ця книга була рекомендована Вісконті його учителем Жаном Ренуаром. До Вісконті роман було екранізовано у стилі нуар одним з режисерів французького поетичного реалізму П'ером Шеналем, який експериментував з новими жанрами. Через 3 роки після виходу виходу фільму Вісконті у Голлівуді за романом було знято ще один класичний фільм-нуар.

## Сюжет
У корчмі біля Феррари з'являється бродяга на ім'я Джино. Красень-чоловік привертає увагу Джованни — втомленої від повсякденної рутини дружини огрядного літнього шинкаря Брегано. Любовна інтрижка швидко переростає у всепоглинаючу пристрасть. Джино пропонує Джованні тікати від Брегано, проте фатальна жінка не готова залишити щасливе і сите життя заради раю з милим в курені.
Джино залишає її на дорозі і йде шукати щастя в компанії комівояжера на прізвиську «Іспанець». (Цей персонаж, відсутній у романі, вводиться Вісконті в сюжет як натяк на бісексуальність Джино). Незважаючи на можливість вільного життя, що відкрилася перед ним, з близьким йому чоловіком, доля знову зводить Джино з фатальною жінкою.
Брегано приїздить до міста Анкона для участі у конкурсі оперних співаків. Свій успіх він відмічає гулянкою в компанії дружини і Джино. По дорозі назад вночі його автомобіль потрапляє в аварію, і Брегано гине. Сцена автокатастрофи у фільмі не показана, проте все вказує на те, що під дією умовлянь Джованни смерть шинкаря підлаштував Джино.
Молодик сподівається, що ось тепер набуде довгоочікуваної свободи разом з Джованною. Проте поступово йому стає зрозумілим, що жінка занадто дорожить спадком, що дістався від чоловіка, щоб покинути насиджені місця. Крім того, вона планує отримати за його смерть велику страховку, чим викликає у Джино підозри в тому, що вона використала його для здійснення власних корисливих планів.
Поки Джино заливає алкоголем провину в смерті Брагано, що гнітить його, поліція продовжує розслідування автокатастрофи. Отримавши докази провини Джино, комісар поліції віддає наказ про його затримання. Посварившись з Джованною на запорошених вулицях Феррари, чоловік проводить час у компанії повії. Він вчасно дізнається про арешт, що йому загрожує, і таємно повертається до Джованни, щоб розпочати стосунки з чистого аркуша.
Після бурхливої любовної сцени на пляжі закохані сідають до машини, щоб поїхати з корчми, що обридає. В умовах поганої видимості Джино втрачає управління автомобілем. Автокатастрофа повторюється, цього разу перед очима глядача. Джованна гине, Джино невтішний, і тут з'являється поліція, щоб заарештувати його за звинуваченням у подвійному вбивстві — Джованни і її чоловіка.

## Історичний контекст
Фільм знімався під кінець правління Муссоліні в обстановці напівсекретності на гроші, отримані Вісконті від продажу фамільних коштовностей. Автор сценарію і асистент режисера Джузеппе де Сантіс назвав фільм «Просоченим ароматом сперми і смерті». Монтажер Маріо Серандреї писав режисерові: «Це кіно особливого роду, я таке бачу уперше і обізвав би його неореалізмом» (перше вживання терміну). Прем'єра «Одержимості» в італійській столиці справила враження зірваної бомби:

На тлі бутафорських історичних колосів і демагогії муссолінієвської кінопропаганди з'явилася картина, якої не торкнулися поліровка і лак. Джиротті зіграв непутящого і зухвалого бродягу, якого на злочин штовхає не лише пристрасть до жінки, але і душевна неприкаяність, втрата коренів.
— Андрій Плахов
На вимогу фашистських цензорів фільм, що «оббрехав італійську глибинку», було кілька разів перемонтовано, а його негатив спалено. З цієї причини, а також через складнощі з авторськими правами упродовж десятиліть фільм був практично недоступний для перегляду. Тільки під кінець життя Вісконті здійснив його відновлення на основі збереженого ним неповного контратипу.

## В ролях
| Актор             | Роль             |
| ----------------- | ---------------- |
| Массімо Джіротті  | Джино Коста      |
| Клара Каламаї     | Джованна Брагана |
| Діа Крістіані     | Аніта            |
| Еліо Маркуццо     | Іспанець         |
| Вітторіо Дузе     | агент поліції    |
| Мікеле Ріккардіні | дон Реміджо      |
| Хуан де Ланда     | Джузеппе Брагана |

## Цікаві факти
- Прем'єрний показ «Одержимості» описується очевидцями по-різному. На ньому був присутнім син дуче, Вітторіо Муссоліні, який нібито вигукнув: «Це не Італія»! Інші згадують, що Муссоліні фільм сподобався. Провінційна влада, навпаки, прийняла фільм в штики; відомий випадок, коли для освячення «спаплюженого» фільмом кінотеатру запрошували єпископа.[6]
- Массімо Джиротті згодом зіграв аналогічну роль у дебютному фільмі іншого кінорежисера з дуже схожим сюжетом. Це був фільм Мікеланджело Антоніоні «Хроніка одного кохання» (1950).
- Незважаючи на класичний статус голлівудського фільму 1946 року, рецензент The New York Times заявив, що порівнювати його з фільмом Вісконті — все одно, що порівнювати рекламний ролик McDonald's з постановкою «Травіати».[7]